# Lesley Ann Warren
Lesley Ann Warren (New York, 16 agosto 1946) è un'attrice statunitense.
Attrice di teatro, cinema e televisione, Lesley venne candidata nel 1983 all'Oscar alla miglior attrice non protagonista per il film Victor Victoria.

## Biografia
Lesley Ann Warren nasce in una famiglia ebraica il cui cognome originariamente era Woronoff; suo padre, William, era un agente immobiliare mentre sua madre, Margot, era una cantante. Il suo matrimonio del 1967 con il produttore Jon Peters è finito con un divorzio nel 1975. I due hanno avuto un figlio, Christopher, nato nel 1968, anche lui attore. Dal 1977 al 1985 è stata legata al coreografo Jeffrey Hornaday e dal 2000 è sposata con il dirigente pubblicitario Ron Taft.

### Carriera
Cominciò la sua carriera da ballerina, studiando alla School of American Ballet. Entrò all'Actors Studio a 17 anni, la più giovane allieva accettata dallo studio. Il suo debutto a Broadway avvenne nel 1963 nel musical 110 in the Shade. Vinse il Theatre World Award nel 1965 per il musical Drat! The Cat!. Nel 1973 fu la protagonista Scarlett O'Hara a Los Angeles nel musical Scarlett. Non essendo stata scelta per interpretare Tutti insieme appassionatamente, ebbe l'occasione di diventare la protagonista nel ruolo di Cenerentola nel film Rodgers and Hammerstein's Cinderella, un successo televisivo che la fece conoscere al grande pubblico.
Oltre alla candidatura all'Oscar alla miglior attrice non protagonista, ha avuto cinque nomination al Golden Globe, che vinse nel 1977 per la miniserie 79, Park Avenue. Venne inoltre candidata anche agli Emmy, per il film televisivo Spie allo specchio (1991).

## Filmografia

### Cinema
- Sessualità (The Chapman Report), regia di George Cukor (1962)
- Il più felice dei miliardari (The Happiest Millionaire), regia di Norman Tokar (1967)
- Pazza banda di famiglia (The One and Only, Genuine, Original Family Band), regia di Michael O'Herlihy (1967)
- Pickup on 101, regia di John Florea (1972)
- Balordi & Co. - Società per losche azioni capitale interamente rubato $ 1.000.000 (Harry and Walter Go to New York), regia di Mark Rydell (1976)
- Il tesoro dello Yankee Zephyr (Race for the Yankee Zephyr), regia di David Hemmings (1981)
- Victor Victoria, regia di Blake Edwards (1982)
- Nudi in paradiso (A Night in Heaven), regia di John G. Avildsen (1983)
- Choose Me - Prendimi (Choose Me), regia di Alan Rudolph (1984)
- Songwriter - Successo alle stelle (Songwriter), regia di Alan Rudolph (1984)
- Signori, il delitto è servito (Clue), regia di Jonathan Lynn (1985)
- Affittasi ladra (Burglar), regia di Hugh Wilson (1987)
- Indagine ad alto rischio (Cop), regia di James B. Harris (1988)
- Due di troppo (Worth Winning), regia di Will Mackenzie (1989)
- Che vita da cani! (Life Stinks), regia di Mel Brooks (1991)
- Pure Country, regia di Christopher Cain (1992)
- Il colore della notte (Color of Night), regia di Richard Rush (1994)
- Conto in sospeso (Bird of Play), regia di Temístocles López (1995)
- The First Man, regia di Danny Kuchuck (1996)
- Uno sconosciuto in casa (Natural Enemy), regia di Douglas Jackson (1996)
- Vivere fino in fondo (Goin' All the Way), regia di Mark Pellington (1997)
- All of It, regia di Jody Podolsky (1998)
- Richie Rich e il desiderio di Natale (Ri¢hie Ri¢h's Christmas Wish), regia di John Murlowski (1998)
- L'inglese (The Limey), regia di Steven Soderbergh (1999)
- Twin Falls Idahoe, regia di Mark Polisch (1999)
- Killing Mrs. Tingle, regia di Kevin Williamson (1999)
- Love Kills, regia di Mario Van Peebles e Brian Grant (1999)
- Ropewalk , regia di Matt Brown (2000)
- Trixie, regia di Alan Rudolph (2000)
- Guardo, ci penso e nasco (Delivering Milo), regia di Nick Castle (2001)
- Decisione rapida (The Quickie), regia di Sergej Bodrov (2001)
- The Myersons (2001)
- Losing Grace, regia di Michael Valverde (2001)
- Secretary, regia di Steven Shainberg (2002)
- My Tiny Universe, regia di Lucy Phillips e Glen Scantlebury (2004)
- Constellation, regia di Jordan Walker-Pearlman (2005)
- Pazzo pranzo di famiglia (When Do We Eat?), regia di Salvador Litvak (2005)
- Deepwater, regia di David S. Marfield (2005)
- The Shore, regia di Dionysius Zervos (2005)
- Miracle Dogs Too, regia di Richard Gabai (2006)
- 10th & Wolf, regia di Robert Moresco (2006)
- Stiffs, regia di Frank Ciota (2010)
- A Little Help, regia di Michael J. Weithorn (2010)
- Peep World, regia di Barry W. Blaustein (2010)
- Jobs, regia di Joshua Michael Stern (2013)
- I Am Michael, regia di Justin Kelly (2015)

### Televisione
- Rodgers and Hammerstein's Cinderella, regia di Charles S. Dubin – film TV (1965)
- For the People – serie TV, 1 episodio (1965)
- Il dottor Kildare (Dr. Kildare) – serie TV, 4 episodi (1966)
- Gunsmoke – serie TV, 1 episodio (1966)
- I giorni di Bryan (Run for Your Life) – serie TV, episodio 1x28 (1966)
- I sette sopravvissuti (Seven in Darkness), regia di Michael Caffey – film TV (1969)
- Missione impossibile (Mission: Impossible) – serie TV, 23 episodi (1970-1971)
- Amore e odio (Love Hate Love), regia di George McCowan – film TV (1971)
- Cat Ballou, regia di Jerry Paris – film TV (1971)
- Il caso Laigh (Assignment: Munich), regia di David Lowell Rich – film TV (1972)
- Le figlie di Joshua Cabe (The Daughters of Joshua Cabe), regia di Philip Leacock – film TV (1972)
- Mistero in galleria (Night Gallery) – serie TV, 1 episodio (1973)
- La lettera smarrita (The Letters), regia di Gene Nelson e Paul Krasny – film TV (1973)
- Saga of Sonora, regia di Marty Pasetta – film TV (1973)
- It's a Bird... It's a Plane... It's Superman!, regia di Jack Regas – film TV (1975)
- Colombo (Columbo) – serie TV, episodio 4x06 (1975)
- S.W.A.T. – serie TV, 2 episodi (1975)
- Doctors' Hospital – serie TV, 1 episodio (1975)
- Harry O – serie TV, 1 episodio (1975)
- The Legend of Valentino, regia di Melville Shavelson – film TV (1975)
- 79, Park Avenue (Harold Robbins' 79 Park Avenue), regia di Paul Wendkos – miniserie TV (1976)
- Betrayal, regia di Paul Wendkos – film TV (1978)
- Pearl, regia di Hy Averback e Alexander Singer – miniserie TV (1978)
- Il vento del Sud (Beulah Land), regia di Harry Falk e Virgil W. Vogel – miniserie TV (1980)
- Portrait of a Showgirl, regia di Steven Hilliard Stern – film TV (1982)
- Tutta una vita (Evergreen), regia di Fielder Cook – miniserie TV (1985)
- Apology, regia di Robert Bierman – film TV (1986)
- Una battaglia per Jennifer (A Fight for Jenny), regia di Gilbert Moses – film TV (1986)
- Nel regno delle fiabe (Shelley Duvall's Faerie Tale Theatre) – serie TV, episodio 6x3 (1987)
- Baja Oklahoma, regia di Bobby Roth – film TV (1988)
- Operazione Walker (Family of Spies), regia di Stephen Gyllenhaal – miniserie TV (1990)
- Lola, regia di Ellen Falcon – film TV (1990)
- Giudizio al buio (Blind Judgement), regia di George Kaczender – film TV (1991)
- Nella buona e nella cattiva sorte (In Sickness and in Health), regia di Jeff Bleckner – film TV (1992)
- Disposta a uccidere (Willing to Kill: The Texas Cheerleader Story), regia di David Greene – film TV (1992)
- La giustizia di una madre (A Mother's Revenge), regia di Armand Mastroianni – film TV (1993)
- Giuseppe (Joseph), regia di Roger Young – miniserie TV (1995)
- Amanti ad ogni costo (Murderous Intent), regia di Gregory Goodell – film TV (1995)
- Wolf Girl, regia di Thom Fitzgerald – film TV (2001)
- Will & Grace – serie TV, 4 episodi (2001-2006)
- St. Sass, regia di Gerry Cohen – film TV (2002)
- Crossing Jordan – serie TV, episodi 2x08-4x17 (2002-2005)
- Il tocco di un angelo (Touched by an Angel) – serie TV, episodio 9x15 (2003)
- The Practice - Professione avvocati (The Practice) – serie TV, episodi 7x15-7x16 (2003)
- Ricetta per un disastro (Recipe for Disaster), regia di Harvey Frost – film TV (2003)
- Perfetti... ma non troppo (Less Than Perfect) – serie TV, episodio 2x17 (2004)
- Desperate Housewives – serie TV, 7 episodi (2005-2011)
- In Plain Sight - Protezione testimoni (In Plain Sight) – serie TV, 28 episodi (2008-2012)
- Bound by a Secret, regia di David S. Cass Sr. – film TV (2009)
- Working Class – serie TV, 1 episodio (2011)
- Psych – serie TV, episodio 7x05 (2013)
- Daredevil – serie TV, episodio 3x11 (2018)
- 9-1-1 – serie TV, episodi 8x11-8x16 (2025)

## Riconoscimenti
- Premio Oscar
  - 1983 – Candidatura alla miglior attrice non protagonista per Victor Victoria

## Doppiatrici italiane
Nelle versioni in italiano delle opere in cui ha recitato, Lesley Ann Warren è stata doppiata da:
- Anna Rita Pasanisi in Victor Victoria, Perfetti... ma non troppo, Desperate Housewives, Girlfriends' Guide to Divorce
- Pinella Dragani in Conto in sospeso, Pazzo pranzo di famiglia, Il vento del Sud, Baja Oklahoma
- Silvana Fantini in Richie Rich e il desiderio di Natale, Operazione Walker
- Graziella Polesinanti in Crossing Jordan, Il tocco di un angelo
- Ada Maria Serra Zanetti in Affittasi Ladra, Che vita da cani!
- Melina Martello in Indagine ad alto rischio, All Rise
- Antonella Rinaldi in Love Kills, Will & Grace
- Angiola Baggi in Colombo, 79, Park Avenue
- Alessandra Korompay in In Plain Sight - Protezione testimoni
- Fiorella Betti in Il più felice dei miliardari
- Sonia Scotti in Il tesoro dello Yankee Zephyr
- Ludovica Modugno in Signori, il delitto è servito
- Barbara Berengo Gardin in Guardo, ci penso e nasco
- Susanna Fassetta in Una battaglia per Jennifer
- Serena Verdirosi in Ricetta per un disastro
- Mirta Pepe in Un matrimonio sotto l'albero
- Roberta Paladini in Il colore della notte
- Gabriella Borri in Vivere fino in fondo
- Piera Vidale in Missione impossibile
- Maria Pia Di Meo in Tutta una vita
- Emanuela Fallini in Muppet Show
- Daniela Nobili in L'inglese
- Emanuela Rossi in Deepwater
- Daniela Di Giusto in Jobs
- Vittoria Febbi in Giuseppe
- Loredana Nicosia in Community
- Laura Boccanera in Daredevil
- Cristina Dian in 9-1-1